# 天津街 (大连)

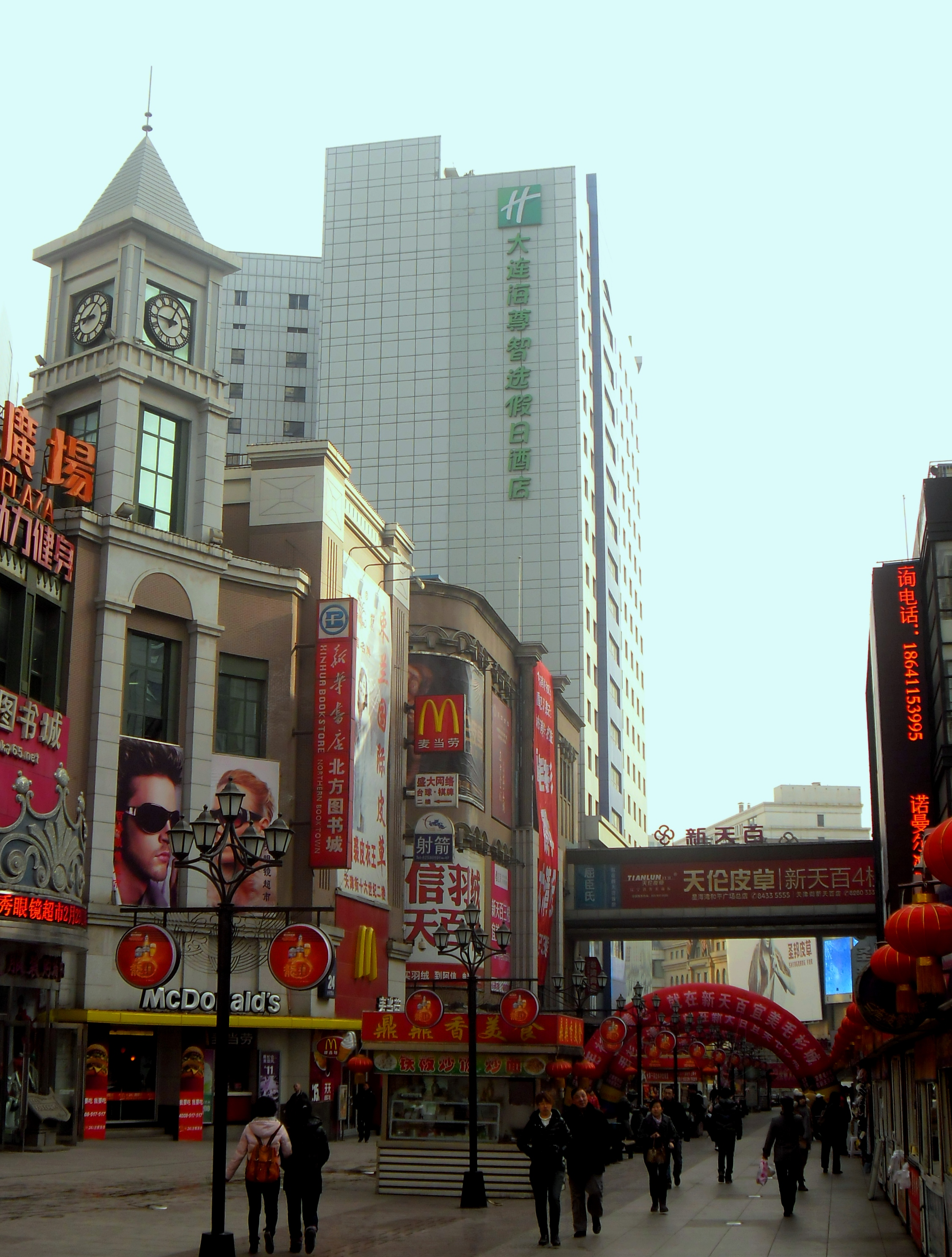
天津街

天津街是辽宁省大连市中山区的一条街道，位于大连火车站以东，友好广场、中山广场以北，绕中山广场大致呈弓形走向。原长度1720米，2003年改造后全长1054米。是大连最早的商业区。

## 历史
1899年，沙俄向清政府强租辽东，在大连湾南岸建设新城市，城市规划仿照巴黎的放射式布局，其中欧罗巴市街为商业区和俄国人居住区，即今天的北自大连站、南至南山山麓、东从二七广场、西到友好广场一带，天津街位于规划的商业区内。当时名为娜乌奥罗斯伊街和巴鲁族伊街。
日俄战争后，辽东易主，日本人继承沙俄的规划，于1909年正式建成天津街，并更名为浪速町。总宽16米，车行路面9米。最初以零售业为主，且主要是日本商店，有少量中国商店和俄国商店，并形成了大连最繁华的商业区；后来中国商店迁至小岗子（今北京街、东关街一带），这里成为纯粹的日本人商业区。
日本投降撤离中国东北后，浪速町更为今名。1952年对路面进行翻建，1959年改装路灯，1985年又改装美术宫灯。改革开放初期的20世纪80年代，这里成为“练摊”集中地，是历史上最为繁荣的时期。1983年起改为步行街，禁止车辆通行。1986年被辽宁省政府评为“三优街”。
由于过于陈旧，缺乏高档次公共设施、绿地和休闲活动场所，业态过于传统等原因，2001年10月4日，天津街开始进行拆迁改造。当时全国盛行新建购物中心，天津街新项目也纷纷采用这一业态。然而，2002年中期，有项目开始出现提前出售现象，接着2003年上半年由于商铺销售不利而产生大量退铺现象。2004年1月18日重新开街，2005年还被评为全国十大著名商业街之一，然而天津街经营惨淡，繁荣不再 。2009年，中山区计划投资6000万元、出台一系列优惠措施扶持街上的中小企业，重新启动5个闲置物业进行招商，并续建金座广场和国贸大厦两座烂尾楼。三块闲置地块中的老街地块计划召回老字号店铺。

## 沿途地点
天津街两侧几乎所有建筑物均为商业门市，包括：
- 天津街百货大楼

简称天百，1933年由日本商人岸田正記建成，名为“几九屋”，日资商店，是当时大连三大百货商店之一。共产党政权接收改造后，1949年1月15日重新开业，是大连市第一家国营百货商店；1953年更名为天津街百货商店，后改为天百集团。1994年在全国率先承诺“不满意就退货”，曾经创下4000天无社会投诉的记录，也曾经创造过全国单体商场的销售记录。然而，2006年7月19日8时30分左右，天百正式闭店。据称闭店前出现了亏损。此后天百被多次拍卖， 但连续三次均流拍，最终由温州人邹云光等5人共同出资6000万元，先后通过竞价方式购买和租赁的方式获得了天百大楼北楼和南楼。2007年12月27日，天百大楼更名为“新天百”重新开业。
- 群英楼

创建于20世纪初，经营大连老菜（接近鲁菜的福山菜），最初为小吃店，“文革”时改为普通饭店，1983年恢复了群英楼老字号。
此外还有山水楼、苏扬饭店、金华面馆、糯米香、马家饺子馆、四云楼烤鸭店、杨家吊炉饼、丽字眼镜、人民浴池、虹霓电影院等。